# Leo Pinto
Leo Hillary Knowles Pinto (Nairobi, 11 april 1914 - Mumbai, 10 augustus 2010) was een Indiaas hockeyer. 
Pinto won in 1948 met de Indiase ploeg de olympische gouden medaille.

## Resultaten
- 1948  Olympische Zomerspelen in Londen